# Briefmarken-Jahrgang 2005 der Bundesrepublik Deutschland
Der Briefmarken-Jahrgang 2005 der Bundesrepublik Deutschland umfasste 53 einzelne Sondermarken, eine Blockausgabe mit einer Einzelmarke, sechs selbstklebende Sondermarken und die ersten zehn Dauermarken (zuzüglich einer selbstklebenden) der neuen Serie Blumen. Der Nominalwert für die Sondermarken inklusive Zuschlag betrug 49,85 Euro, für die Dauermarken 8,30 Euro. Der reine Frankaturwert für Sonder- und Dauermarken betrug 46,34 Euro, inklusive der selbstklebenden Briefmarken 52,93 Euro. 
Anlässlich des Todes von Papst Johannes Paul II., am 2. April, wurde am 12. Mai kurzfristig eine Sondermarke ins Ausgabeprogramm aufgenommen.

## Liste der Ausgaben und Motive
Legende
- Bild: Eine bearbeitete Abbildung der genannten Marke. Das Verhältnis der Größe der Briefmarken zueinander ist in diesem Artikel annähernd maßstabsgerecht dargestellt. Sollten keine Marken abgebildet sein, liegt es daran, dass das Urheberrecht des Künstlers noch nicht erloschen ist.
- Beschreibung: Eine Kurzbeschreibung des Motivs und/oder des Ausgabegrundes. Bei ausgegebenen Serien oder Blocks werden die zusammengehörigen Beschreibungen mit einer Markierung versehen eingerückt.
- Wert: Der Frankaturwert der einzelnen Marke in Eurocent. Ein „+“ bedeutet, dass es sich um eine Zuschlagsmarke handelt (= Frankaturwert + Spende).
- Ausgabedatum: Das Datum des erstmaligen Verkaufs dieser Briefmarke.
- Auflage: Soweit bekannt, wird hier die zum Verkauf angebotene Anzahl dieser Ausgabe angegeben.
- Entwurf: Soweit bekannt, wird hier angegeben, von wem der Entwurf dieser Marke stammt.
- Mi.-Nr.: Diese Briefmarke wird im Michel-Katalog unter der entsprechenden Nummer gelistet.

| Sondermarken | |                   |                       |                                  |                                       |                  |
| Bild         | Beschreibung | Werte in Eurocent | Ausgabe- datum (2005) | Auflage                          | Entwurf                               | Mi.-Nr.          |
|              | Serie: Archäologie in Deutschland - Keltenfürst vom Glauberg | 144               | 3. Januar             | 17.500.000 davon 125.000 auf ETB | Werner Hans Schmidt                   | 2436             |
|              | Serie: Deutsche Malerei - Kölner Gemälde um 1350 | 55                | 3. Januar             | 10.500.000 davon 125.000 auf ETB | Werner Hans Schmidt                   | 2437             |
|              | 1200 Jahre Forchheim | 45                | 3. Januar             | 10.500.000 davon 125.000 auf ETB | Grit Fiedler                          | 2438             |
|              | Serie: Für den Sport mit Zuschlag zugunsten der Stiftung Deutsche Sporthilfe - FIFA Fussball-WM Deutschland 2006 – Goleo siehe auch Fußball-Weltmeisterschaft 2006/Philatelie | 45+20             | 10. Februar           | 2.670.000 davon 125.000 auf ETB  | Ernst Jünger und Lorli Jünger         | 2439             |
|              | - FIFA Fussball-WM Deutschland 2006 – Fußball-Globus von André Heller | 55+25             | 10. Februar           | 2.620.000 davon 125.000 auf ETB  | Ernst Jünger und Lorli Jünger         | 2440             |
|              | - Internationales Deutsches Turnfest Berlin | 55+25             | 10. Februar           | 1.560.000 davon 125.000 auf ETB  | Ernst Jünger und Lorli Jünger         | 2441             |
|              | - Nordische Ski-WM in Oberstdorf | 55+25             | 10. Februar           | 1.550.000 davon 125.000 auf ETB  | Ernst Jünger und Lorli Jünger         | 2442             |
|              | - Fecht-WM 2005 in Leipzig | 144+56            | 10. Februar           | 1.550.000 davon 125.000 auf ETB  | Ernst Jünger und Lorli Jünger         | 2443             |
|              | 150 Jahre Litfaßsäule | 55                | 10. Februar           | 13.000.000 davon 125.000 auf ETB | Ernst Kößlinger                       | 2444             |
|              | 100 Jahre Berliner Dom | 95                | 10. Februar           | 20.500.000 davon 125.000 auf ETB | Barbara Dimanski                      | 2445             |
|              | 100 Jahre Berliner Dom selbstklebend aus Markenheftchen | 95                | 10. Februar           | 92.450.500                       | Barbara Dimanski                      | 2446 MH 57       |
|              | Serie: Post – Briefzusteller in Deutschland - mit dem Postfahrrad | 55                | 3. März               | 16.500.000 davon 125.000 auf ETB | Dieter Ziegenfeuter                   | 2447             |
|              | - zu Fuß im Gebirge | 55                | 3. März               | 16.500.000 davon 125.000 auf ETB | Dieter Ziegenfeuter                   | 2448             |
|              | 50 Jahre Bonn-Kopenhagener Erklärungen Gemeinschaftsausgabe mit Dänemark | 55                | 3. März               | 11.000.000 davon 125.000 auf ETB | Angela Kühn                           | 2449             |
|              | 1955 – Wiederaufnahme des Flugverkehrs in Deutschland | 155               | 3. März               | 14.500.000 davon 125.000 auf ETB | Sabine Zimmermann                     | 2450             |
|              | Serie: Deutsche National- und Naturparke - Nationalpark Bayerischer Wald | 55                | 7. April              | 15.000.000 davon 125.000 auf ETB | Johannes Graf                         | 2452             |
|              | 200. Geburtstag Hans Christian Andersen | 144               | 7. April              | 27.500.000 davon 125.000 auf ETB | Karin Blume-Zander und André Zander   | 2453             |
|              | 100 Jahre Mittellandkanal | 45                | 7. April              | 11.000.000 davon 125.000 auf ETB | Jochen Bertholdt                      | 2454             |
|              | 200. Geburtstag Hans Christian Andersen selbstklebend aus Rolle | 144               | 7. April              | 44.680.000                       | Karin Blume-Zander und André Zander   | 2455             |
|              | Serie: Tag der Briefmarke - 100 Jahre Kraftpost | 55+25             | 12. Mai               | 1.960.000 davon 125.000 auf ETB  | Gerda M. Neumann und Horst F. Neumann | 2456             |
|              | Serie: Europa - Gastronomie | 55                | 12. Mai               | 9.000.000 davon 125.000 auf ETB  | Nina Clausing                         | 2457             |
|              | 100 Jahre Die Brücke | 55                | 12. Mai               | 8.800.000 davon 125.000 auf ETB  | Andreas Hoch                          | 2458             |
|              | 50 Jahre Pariser Verträge | 55                | 12. Mai               | 8.800.000 davon 125.000 auf ETB  | Christof Gassner                      | 2459             |
|              | Tod von Johannes Paul II. Marke wurde kurzfristig ins Programm aufgenommen | 55                | 12. Mai               | 22.300.000 davon 125.000 auf ETB | Werner Hans Schmidt                   | 2460             |
|              | Schillerjahr | 55                | 12. Mai               | 12.500.000 davon 125.000 auf ETB | Olaf und Regina Jäger                 | 2461             |
|              | Serie: Für die Jugend – Großsegler mit Zuschlag zugunsten der Stiftung Deutsche Jugendmarke - Greif                                                                           | 45+20             | 2. Juni               | 1.800.000 davon 125.000 auf ETB  | Klein und Neumann                     | 2464             |
|              | - Rickmer Rickmers | 55+25             | 2. Juni               | 1.740.000 davon 125.000 auf ETB  | Klein und Neumann                     | 2465             |
|              | - Passat | 55+25             | 2. Juni               | 1.760.000 davon 125.000 auf ETB  | Klein und Neumann                     | 2466             |
|              | - Großherzogin Elisabeth | 55+25             | 2. Juni               | 1.780.000 davon 125.000 auf ETB  | Klein und Neumann                     | 2467             |
|              | - Schulschiff Deutschland | 144+56            | 2. Juni               | 1.600.000 davon 125.000 auf ETB  | Klein und Neumann                     | 2468             |
|              | XX. Weltjugendtag Köln Gemeinschaftsausgabe mit Vatikanstadt | 55                | 2. Juni               | 19.000.000 davon 125.000 auf ETB | Andrea Voß-Acker                      | 2469             |
|              | IV. EUROSAI Kongress | 55                | 2. Juni               | 11.000.000 davon 125.000 auf ETB | Angela Kühn                           | 2470             |
|              | Serie: Leuchttürme - Brunsbüttel, Mole 1 | 45                | 7. Juli               | 16.000.000 davon 125.000 auf ETB | Johannes Graf                         | 2473             |
|              | - Westerheversand | 55                | 7. Juli               | 16.000.000 davon 125.000 auf ETB | Johannes Graf                         | 2474             |
|              | 100 Jahre Relativität – Atome – Quanten – Albert Einstein | 55                | 7. Juli               | 12.500.000 davon 125.000 auf ETB | Gerhard Lienemeyer                    | 2475             |
|              | Briefmarkenblock – Preußische Schlösser und Gärten | 220               | 7. Juli               | 6.200.000 davon 125.000 auf ETB  | Johannes Graf                         | Block 66 2476    |
|              | Serie: Leuchttürme - Greifswalder Oie - Brunsbüttel Mole 1 selbstklebend aus Markenheftchen                                                                                   | 45                | 7. Juli               | 190.000.000                      | Johannes Graf                         | 2478, 2479 MH 58 |
|              | Serie: Post - mit dem Postkahn | 55                | 11. August            | 16.000.000 davon 125.000 auf ETB | Dieter Ziegenfeuter                   | 2481             |
|              | - mit Zustellwagen | 55                | 11. August            | 16.000.000 davon 125.000 auf ETB | Dieter Ziegenfeuter                   | 2482             |
|              | 100 Jahre NaturFreunde Deutschlands | 144               | 11. August            | 20.000.000 davon 125.000 auf ETB | Karin Blume-Zander und André Zander   | 2483             |
|              | Serie: Für uns Kinder - Zwei bunte Hähne | 55                | 8. September          | 11.700.000 davon 125.000 auf ETB | Kathrin Armbrust                      | 2486             |
|              | 1200 Jahre Magdeburg | 55                | 8. September          | 13.000.000 davon 125.000 auf ETB | Heinz Schillinger                     | 2487             |
|              | 450 Jahre Augsburger Religionsfriede | 55                | 8. September          | 14.500.000 davon 125.000 auf ETB | Paul Effert                           | 2488             |
|              | 100. Geburtstag Max Schmeling | 55                | 8. September          | 12.500.000 davon 125.000 auf ETB | Irmgard Hesse                         | 2489             |
|              | 200. Geburtstag Adalbert Stifter | 95                | 13. Oktober           | 9.000.000 davon 125.000 auf ETB  | Peter Steiner und Regina Steiner      | 2490             |
|              | Weihe der Dresdner Frauenkirche | 55                | 13. Oktober           | 15.000.000 davon 125.000 auf ETB | Andrea Voß-Acker                      | 2491             |
|              | Plusmarken-Serie: Weihnachten - Anbetung des Kindes | 45+20             | 3. November           | 2.660.000 davon 125.000 auf ETB  | Ernst Jünger und Lorli Jünger         | 2492             |
|              | - Muttergottes in der Rosenlaube | 55+25             | 3. November           | 5.360.000 davon 125.000 auf ETB  | Ernst Jünger und Lorli Jünger         | 2493             |
|              | 150. Tölzer Leonhardifahrt | 45                | 3. November           | 9.000.000 davon 125.000 auf ETB  | Manfred Gottschall                    | 2494             |
|              | 100 Jahre Friedensnobelpreis Bertha von Suttner | 55                | 3. November           | 10.000.000 davon 125.000 auf ETB | Sibylle Haase und Fritz Haase         | 2495             |
|              | 100 Jahre Nobelpreis Robert Koch | 144               | 3. November           | 8.000.000 davon 125.000 auf ETB  | Werner Hans Schmidt                   | 2496             |
|              | 50 Jahre Bundeswehr | 55                | 3. November           | 8.000.000 davon 125.000 auf ETB  | Nina Clausing                         | 2497             |
|              | 40 Jahre diplomatische Beziehungen mit Israel Gemeinschaftsausgabe mit Israel                                                                                                 | 55                | 3. November           | 9.000.000 davon 125.000 auf ETB  | Stefan Klein und Olaf Neumann         | 2498             |
|              | Preußische Schlösser und Gärten selbstklebend aus Markenheftchen | 220               | 3. November           | 70.360.000                       | Johannes Graf                         | 2499 MH 59       |
|              | Serie: Für die Wohlfahrt - Zitronenfalter | 45+20             | 1. Dezember           | 4.470.000 davon 125.000 auf ETB  | Gerhard Lienemeyer                    | 2500             |
|              | - Russischer Bär | 55+25             | 1. Dezember           | 4.280.000 davon 125.000 auf ETB  | Gerhard Lienemeyer                    | 2501             |
|              | - Tagpfauenauge | 55+25             | 1. Dezember           | 4.240.000 davon 125.000 auf ETB  | Gerhard Lienemeyer                    | 2502             |
|              | - Weißer Waldportier | 145+55            | 1. Dezember           | 5.040.000 davon 125.000 auf ETB  | Gerhard Lienemeyer                    | 2503             |
|              | - Tagpfauenauge selbstklebend aus Markenheftchen | 55+25             | 1. Dezember           | 17.890.000                       | Gerhard Lienemeyer                    | 2504 MH 60       |
| Dauermarken  | |                   |                       |                                  |                                       |                  |
| Bild         | Beschreibung | Werte in Eurocent | Ausgabe- datum (2005) | Auflage                          | Entwurf                               | Mi.-Nr.          |
|              | Serie: Blumen - Sonnenblume | 95                | 3. Januar             | ?.???.000                        | Stefan Klein und Olaf Neumann         | 2434             |
|              | - Gartenrittersporn | 430               | 3. Januar             | ?.???.000                        | Stefan Klein und Olaf Neumann         | 2435             |
|              | - Margerite | 45                | 7. April              | ?.???.000                        | Stefan Klein und Olaf Neumann         | 2451             |
|              | - Bechermalve | 25                | 2. Juni               | ?.???.000                        | Stefan Klein und Olaf Neumann         | 2462             |
|              | - Aster | 50                | 2. Juni               | ?.???.000                        | Stefan Klein und Olaf Neumann         | 2463             |
|              | - Tagetes | 20                | 7. Juli               | ?.???.000                        | Stefan Klein und Olaf Neumann         | 2471             |
|              | - Klatschmohn | 55                | 7. Juli               | ?.???.000                        | Stefan Klein und Olaf Neumann         | 2472             |
|              | - Klatschmohn selbstklebend aus Rolle | 55                | 7. Juli               | ?.???.000                        | Stefan Klein und Olaf Neumann         | 2477             |
|              | - Krokus | 5                 | 11. August            | ?.???.000                        | Stefan Klein und Olaf Neumann         | 2480             |
|              | - Tulpe | 10                | 8. September          | ?.???.000                        | Stefan Klein und Olaf Neumann         | 2484             |
|              | - Leberblümchen | 40                | 8. September          | ?.???.000                        | Stefan Klein und Olaf Neumann         | 2485             |